# Apstar 6
O Apstar 6 é um satélite de comunicação geoestacionário chinês construído pela Alcatel Space que está localizado na posição orbital de 134 graus de longitude leste e é operado pela APT Satellite Holdings. O satélite foi baseado na plataforma Spacebus-4000C2 e sua expectativa de vida útil era de 14 anos.

## Lançamento
O satélite foi lançado com sucesso ao espaço em 12 de abril de 2005, por meio de um veículo Longa Marcha 3B a partir do Centro Espacial de Xichang, na China. Ele tinha uma massa de lançamento de 4680 kg.

## Capacidade e cobertura
O Apstar 6 está equipado com 38 transponders em banda C e 12 em banda Ku para fornecer serviços via satélite para a China.

## Apstar 6B
O Apstar 6B foi um satélite de comunicações proposto para ser construído como potencial backup para o satélite Apstar 6.
Para minimizar as suas potenciais perdas, A APT obteve um compromisso do fornecedor de serviços de lançamento Corporação Industrial Grande Muralha da China (CGWIC) de Pequim, que, no caso de uma falha no lançamento do Apstar 6, a CGWIC iria projetar, construir e lançar um outro satélite, o Apstar 6B, por 120 milhões de dólares. Seguros e outros encargos levaria o custo total do Apstar 6B, para 165 milhões. O Apstar 6B seria fabricado pela Academia Chinesa de Tecnologia Espacial (CAST) que usaria como base a plataforma de satélite chinesa DFH-4 Bus. O satélite levaria 28 transponders de banda C e 16 de banda Ku e sua expectativa de vida útil seria de 15 anos.
Após o lançamento bem sucedido do Apstar 6, o Apstar 6B era para ter sido lançado em 2008 para melhorar o sistema de satélites APT, mas, aparentemente, a APT não considerou a opção e o satélite foi cancelado em 2006.